# Johann Georg Weishaupt
Johann Georg Weishaupt (* 24. April 1716 in Brilon; † 20. September 1753 in Heiligenthal bei Würzburg) war ein deutscher Rechtswissenschaftler und Professor der Rechte an der Universität Ingolstadt.

## Leben
Er studierte Rechtswissenschaften in Würzburg bei Johann Adam von Ickstatt. Fürstbischof Friedrich Karl von Schönborn-Buchheim ernannte ihn zum öffentlichen Corepitor der Rechte und zum außerordentlichen Lehrer für Rechtsgeschichte. Dadurch entschied er sich den akademischen Lehrberuf anzustreben. Im Jahr 1743 promovierte er zum Dr. jur. und widmete seine Dissertation dem Fürstbischof.
Kurze Zeit später wechselte er wohl unter dem Einfluss Ickstatts an die Universität Ingolstadt. Dort übernahm er eine Rechtsprofessur, die er bis zu seinem Tod innehatte. Er lehrte Institutionen, Strafrecht und allgemeine Rechtsgeschichte. Einer seiner Schüler war Johann Georg von Lori.
Er war auch familiär eng mit Ickstatt verbunden, hatte er doch seine Tochter geheiratet. Ickstatt übernahm auch die Patenschaft für den Sohn Johann Adam Weishaupt. Weishaupt starb überraschend bei einem Ferienaufenthalt.